# Eupithecia ravocestaliata
Eupithecia ravocestaliata là một loài bướm đêm trong họ Geometridae.